# Dortmund Möllerbrücke
Dortmund Möllerbrücke – przystanek kolejowy w Dortmundzie, w kraju związkowym Nadrenia Północna-Westfalia, w Niemczech. Znajdują się tu 2 perony. Według klasyfikacji Deutsche Bahn posiada 5 kategorię.